# Elezioni europee del 1999 in Irlanda
Le elezioni europee del 1999 in Irlanda si sono tenute il 13 giugno.

## Risultati
| Liste  | Liste              | Gruppo      | Voti      | %     | Seggi |
| ------ | ------------------ | ----------- | --------- | ----- | ----- |
|        | Fianna Fáil        | UEN         | 537.757   | 38,64 | 6     |
|        | Fine Gael          | PPE-DE      | 342.171   | 24,59 | 4     |
|        | Partito Laburista  | PSE         | 121.542   | 8,73  | 1     |
|        | Partito Verde      | Verdi/ALE   | 93.100    | 6,69  | 2     |
|        | Sinn Féin          | -           | 88.165    | 6,33  | -     |
|        | Partito Socialista | -           | 10.619    | 0,76  | -     |
|        | Altri              | ELDR PPE-DE | 198.386   | 14,26 | 1     |
| Totale | Totale             | Totale      | 1.391.740 |       | 15    |